# 3442-es busz
A 3442-es jelzésű regionális autóbuszvonal Eger, Kápolna és Heves között húzódik, amelyet a MÁV Személyszállítási Zrt. üzemeltet.

## Útvonala
Az autóbuszvonal Heves vármegye megyeszékhelyét és egyik járásközpontját, Egert és Hevest köti össze, útvonalára fűzve Kerecsend, Kápolna, Kál, Erdőtelek és Tenk településeket.
A járatok Egeren belül a forgalmasabb; azon kívül minden állomáson és megállóhelyen megállnak, köztük fellelhetőek gyorsított járatok is. A megyeszékhelyen belül Lajosvárost érintik a 25-ös főúton és azon is maradnak Kerecsendig.
Tovább a 3-as főúton közlekednek Kápolnára, majd a Tarna mentén Kálra, több járat ellentétes irányból kitérést tesz Kompoltra is. A 3208-as mellékúton áttérnek Erdőtelekre, ami Tenken torkollik bele a 31-es főútba. Egyes, leginkább hétköznap közlekedő buszok betérnek Átányra is, mielőtt a Hevesi járás központjába, Hevesnek buszállomására érkeznének.

## Közlekedése
Az autóbuszjáratok a hét minden napján közlekednek, legtöbbször munkanaponta. Hétvégente nagyobb szerepet kapnak az azonos úton közlekedő autóbuszjáratok, hiszen míg hétvégén elégséges szolgáltatást tudnak nyújtani, addig hétköznap szükségesek a hevesi buszok. Tanítási naponta kiegészítő járatok indulnak Tenk és Eger, valamint Kál és Eger között.
Eger és Heves kapcsolatát tovább emelik:
- Dormánd felé az 1362-es, 1466-os, 1517-es, 3424-es;
- Kömlő felé a 3434-es;
- azonos útvonalon a 3441-es és 3443-as autóbuszjáratok.

Eger és Kerecsend között a 3440-es; Kál és Heves között a 3550-es buszokkal haladnak egy úton.
| Viszonylat                                | Indításszám      | Közlekedési rend                                                    |
| ----------------------------------------- | ---------------- | ------------------------------------------------------------------- |
| Eger, aut. áll. ← Kál-Kápolna vá.         | 2 vissza         | munkanaponta                                                        |
| Eger, aut. áll. → Kál, kh.                | 1 oda            | a hetek első tanítási napját megelőző napokon                       |
| Eger, aut. áll. ← Tenk, központ           | 2 vissza         | tanítási naponta                                                    |
| Eger, aut. áll. ← Tenk, központ           | 1 vissza         | tanszünetben munkanaponta                                           |
| Eger, aut. áll. ← Tenk, központ           | 1 vissza         | szabadnaponta                                                       |
| Eger, aut. áll. – Heves, aut. áll.        | 11 oda, 6 vissza | munkanaponta                                                        |
| Eger, aut. áll. – Heves, aut. áll.        | 4 pár            | szabadnaponta                                                       |
| Eger, aut. áll. – Heves, aut. áll.        | 2 oda, 1 vissza  | munkaszüneti naponta, kiv. a hetek első tanítási napját megelőzőkön |
| Eger, aut. áll. – Heves, aut. áll.        | 3 oda, 2 vissza  | a hetek első tanítási napját megelőző napokon                       |
| Kápolna, Dembinszky út ← Heves, aut. áll. | 1 vissza         | munkanaponta                                                        |

### Járművek
Az autóbuszvonalon kizárólag szóló autóbuszok közlekednek, melyek többségében a Credo Econell 12, Irisbus Crossway és Volvo 8500 járművek. Ezen kívül elvétve jelennek meg további távolsági jellegű Credo IC 12-k és Credo Inovell 12-k, valamint az Alfabuszok.

## Megállóhelyei
| 0 | Eger, autóbusz-állomás végállomás             | 0.0 km  | 2, 2A, 4, 5, 5A, 6, 7, 7A, 11, 12, 14, 14E, 16, 17, 112, 914 1049, 1050, 1051, 1053, 1054, 1343, 1344, 1346, 1347, 1348, 1349, 1351, 1352, 1362, 1380, 1383, 1426, 1427, 1428, 1447, 1466, 1468, 1517 3400, 3402, 3403, 3405, 3406, 3407, 3408, 3409, 3410, 3411, 3412, 3414, 3415, 3416, 3417, 3418, 3419, 3420, 3423, 3424, 3426, 3430, 3431, 3432, 3433, 3434, 3435, 3440, 3441, 3443, 3444, 3445, 3446, 3448, 3450, 3455, 3456, 3457, 3458, 3462, 3469, 3470, 3471, 3472, 3473, 3474, 3476, 3479, 3480, 3481, 3482, 3483, 3484, 3488, 3604, 3660, 3667, 4012, 4014, 4015, 4157 |
| ∫ | Eger, színház (↑)                             | 0.7 km  | 2, 2A, 7, 7A, 11, 12, 14, 14E, 17, 112 1053, 1054, 1343, 1344, 1346, 1348, 1362, 1380, 1381, 1426, 1427, 1428, 1447, 1468, 1517 3402, 3408, 3410, 3411, 3414, 3419, 3420, 3423, 3424, 3426, 3430, 3431, 3433, 3434, 3435, 3436, 3440, 3441, 3443, 3444, 3445, 3448, 3667, 4011, 4014, 4015, 4018, 4021, 4022, 4157 |
| 1 | Eger vasútállomás, bejárati út                | 1.4 km  | 3A, 6, 11, 12, 13, 14, 14E, 112, 113 1050, 1051, 1053, 1054, 1343, 1346, 1348, 1362, 1380, 1383, 1402, 1427, 1466, 1517 3400, 3402, 3407, 3408, 3410, 3411, 3414, 3423, 3424, 3426, 3430, 3431, 3432, 3433, 3434, 3435, 3436, 3440, 3441, 3443, 3444, 3445, 3446, 3448, 3472, 3479, 3482, 3484, 3667, 4011, 4015, 4157 IR87 , személyvonat – Eger (87, 87a) |
| ∫ | Eger, Nagyváradi út (↑)                       | 2.3 km  | 3A, 6, 11, 12, 13, 14, 14E, 16, 112, 113, 914 1050, 1346, 1380, 1427, 1517 3402, 3407, 3408, 3410, 3411, 3414, 3423, 3430, 3431, 3433, 3435, 3443, 3445, 4011, 4015, 4157 |
| 2 | Eger, Tompa utca                              | 3.0 km  | 3A, 6, 11, 12, 13, 14, 14E, 16, 112, 113, 914 1050, 1051, 1053, 1054, 1343, 1346, 1348, 1362, 1380, 1427, 1466, 1517 3402, 3408, 3410, 3411, 3414, 3423, 3424, 3426, 3430, 3431, 3432, 3433, 3434, 3435, 3436, 3440, 3441, 3443, 3444, 3445, 3446, 3448, 3472, 3479, 3482, 3484, 3667, 4011, 4015, 4157 |
| 3 | Eger, olajmezők                               | 6.1 km  | 1466 3430, 3431, 3433, 3440, 3441, 3443 |
| 4 | Kerecsend, kertszövetkezet                    | 7.3 km  | 3424, 3430, 3431, 3433, 3434, 3440, 3441, 3443 |
| 5 | Kerecsend, Fő út 60.                          | 13.7 km | 1050, 1054, 1343, 1348, 1362, 1402, 1427, 1466, 1517 3423, 3424, 3430, 3431, 3432, 3433, 3434, 3440, 3441, 3443, 3444, 3445, 3446, 3448, 3450, 3667 |
| 6 | Kerecsend, Fő út 150.                         | 14.4 km | 3430, 3440, 3441, 3443, 3444, 3445, 3446, 3448, 3667 |
| 7 | Kápolna, Dembinszky út vonalközi végállomás   | 22.7 km | 1050, 1054, 1348, 1402, 1427 3441, 3443, 3444, 3445, 3446, 3448, 3456, 3667, 3683, 3684 |
| 8 | Kápolna, Szabadság út                         | 23.9 km | 3441, 3443, 3444, 3456, 3683, 3684 |
| 9 | Kompolti elágazás                             | 25.4 km | 3441, 3443, 3444, 3456, 3667, 3683, 3684 |
| Tanítási naponta 2; tanszünetben munkanaponta 1; a hetek első tanítási napját megelőző napokon 1 járat által érintett. |                                               |         | |
| ∫ | Kompolti elágazás                             | ∫       | 3441 |
| 9 | Kompolti elágazás                             | 25.4 km | 3441, 3443, 3444, 3456, 3667, 3683, 3684 |
| 10 | Kál-Kápolna vasútállomás, bejárati út         | 26.3 km | 3441, 3443, 3456, 3667, 3683, 3684 |
| Munkanaponta 14; szabadnaponta 6 járat által érintett.                                                                 |                                               |         | |
| ∫ | Kál-Kápolna vasútállomás vonalközi végállomás | ∫       | 3441, 3443, 3444, 3456, 3550, 3667, 3683, 3684 expresszvonat, InterRégió, IR87 , sebesvonat, személyvonat – Kál-Kápolna (80, 102) |
| 10 | Kál-Kápolna vasútállomás, bejárati út         | 26.3 km | 3441, 3443, 3456, 3667, 3683, 3684 |
| 11 | Kál, községháza vonalközi végállomás          | 27.4 km | 3441, 3443, 3444, 3456, 3550, 3667, 3683, 3684 |
| 12 | Erdőtelek, csemegebolt                        | 32.9 km | 3441, 3443, 3550 |
| 13 | Erdőtelek vasútállomás, bejárati út           | 33.6 km | 1067 3441, 3443, 3550 |
| 14 | Erdőtelek, autóbusz-váróterem                 | 34.3 km | 1067, 1517 3441, 3443, 3550 |
| 15 | Erdőtelek, Fő út 52.                          | 35.1 km | 1067 3441, 3443, 3550 |
| 16 | Tenk, faluszéle                               | 37.3 km | 1067 3441, 3443, 3550 |
| 17 | Tenk, központ vonalközi végállomás            | 38.1 km | 1067, 1362, 1376, 1466, 1517 3424, 3441, 3443, 3550 |
| 18 | Átányi elágazás                               | 40.8 km | 1466, 1517 3424, 3434, 3441, 3443, 3550, 3561, 3562 |
| Munkanaponta 6; szabadnaponta 1; munkaszüneti naponta 2/3 járat által érintett.                                        |                                               |         | |
| ∫ | Átány, autóbusz-váróterem                     | ∫       | 1066, 1068, 1069, 1075, 1443 3434, 3441, 3443, 3550, 3561, 3562 |
| 18 | Átányi elágazás                               | 40.8 km | 1466, 1517 3424, 3434, 3441, 3443, 3550, 3561, 3562 |
| 19 | Heves vasútállomás, bejárati út               | 43.8 km | 1067, 1075, 1466 3424, 3434, 3441, 3443, 3550, 3561, 3562 személyvonat – Heves (102) |
| 20 | Heves, Egri út 30.                            | 44.2 km | 3441, 3443, 3550 |
| 21 | Heves, tópart                                 | 45.2 km | 1067, 1466 3424, 3434, 3441, 3443, 3550, 3561, 3562 |
| ∫ | Heves, Szabadság út 20.                       | 45.4 km | 1517 3434, 3441, 3443, 3550 |
| 22 | Heves, Hősök tere                             | 46.1 km | 1066, 1067, 1068, 1069, 1362, 1376, 1443, 1466, 1517 3424, 3434, 3441, 3443, 3550, 3560, 3561, 3562, 3665, 3666, 3670, 3689, 3695 |
| 23 | Heves, autóbusz-állomás végállomás            | 47.0 km | 1066, 1067, 1068, 1069, 1075, 1362, 1376, 1443, 1466, 1517 3424, 3434, 3441, 3443, 3444, 3550, 3560, 3561, 3562, 3665, 3666, 3669, 3670, 3689, 3695 |